# Sojuz MS-20
Sojuz MS-20 je ruská kosmická loď řady Sojuz, která přivezla na Mezinárodní vesmírnou stanici ISS misi EP-20 (20. návštěvnickou misi). Jejími členy jsou vedle ruského velitele letu dva japonští vesmírní turisté, sběratel umění se svým produkčním asistentem, klienti společnosti Space Adventures. Start se uskutečnil 8. prosince 2021, přistání pak po bezmála 12 dnech 20. prosince 2021..

## Posádka

### Hlavní posádka
- Alexandr Misurkin (3), velitel, Roskosmos
- Jusaku Maezawa (1), účastník kosmického letu
- Jozo Hirano (1), účastník kosmického letu

V závorkách je uveden dosavadní počet letů do vesmíru včetně této mise.

### Záložní posádka
- Alexandr Skvorcov, velitel, Roskosmos

## Průběh letu
Sojuz MS-20 odstartoval z kosmodromu Bajkonur 8. prosince 2021 v 07:38:15 UTC, k ISS se připojil téhož dne v 13:40:44 UTC prostřednictvím portu Poisk zenith.
Maezawa, jinak zakladatel online obchodu s oblečením ZOZO, během letu plnil seznam 100 položek ze seznamu úkolů, který si vypracoval před odletem i s pomocí veřejnosti. O své zkušenosti se dělil na svém YouTube kanálu prostřednictvím videí, která pořizoval Hirano. Oba se také zapojili výzkumu lidského zdraví pro Translační výzkumný institut pro vesmírné zdraví (TRISH) při Baylor College of Medicine v Houstonu. Studie zahrnovala sběr údajů z elektrokardiogramu (EKG), účast v sérii kognitivních testů a používání přenosného zařízení ke sběru údajů o zraku. Zkoumali také, jak mikrogravitace ovlivňuje způsob proudění krve z končetin do hlavy.
Posádka se od stanice se svou lodí odpojila 19. prosince 2021 v 23:50:30 UTC a po brzdicím manévru (zapálení motoru 20. prosince 2021 v 02:18:56 UTC) přistál v Kazachstánu v 03:13:20 UTC.